# RB Leipzig in het seizoen 2013/14
Het seizoen 2013/2014 was het 5e jaar in het bestaan van de Duitse voetbalclub RB Leipzig. De ploeg kwam uit in de 3. Liga en eindigde op de tweede plaats, dit betekende promotie naar de 2. Bundesliga. In de strijd om de DFB Pokal verloor de club in de eerste ronde van FC Augsburg met 0–2.

## Wedstrijdstatistieken

### 3. Liga
|       | 1. FC Heidenheim | 1. FC Saarbrücken | Borussia Dortmund II | Chemnitzer FC | FC Rot-Weiß Erfurt | Hallescher FC | Hansa Rostock | Holstein Kiel | MSV Duisburg | Preußen Münster | SpVgg Unterhaching | SSV Jahn Regensburg | Stuttgarter Kickers | SV Darmstadt 98 | SV Elversberg | SV Wehen Wiesbaden | VfB Stuttgart II | VfL Osnabrück | Wacker Burghausen |
| ----- | ---------------- | ----------------- | -------------------- | ------------- | ------------------ | ------------- | ------------- | ------------- | ------------ | --------------- | ------------------ | ------------------- | ------------------- | --------------- | ------------- | ------------------ | ---------------- | ------------- | ----------------- |
| Thuis | 1 – 1            | 5 – 1             | 1 – 0                | 2 – 1         | 2 – 0              | 2 – 1         | 1 – 2         | 3 – 1         | 1 – 1        | 2 – 2           | 2 – 2              | 2 – 0               | 2 – 1               | 1 – 0           | 2 – 0         | 1 – 0              | 3 – 1            | 1 – 0         | 0 – 1             |
| Uit   | 0 – 2            | 2 – 3             | 3 – 3                | 3 – 1         | 0 – 2              | 0 – 1         | 0 – 1         | 0 – 2         | 2 – 1        | 0 – 0           | 1 – 1              | 0 – 3               | 1 – 3               | 0 – 1           | 1 – 0         | 2 – 1              | 0 – 2            | 3 – 2         | 1 – 2             |

### DFB Pokal
| 1e ronde                       | RB Leipzig | 0 – 2 (0 – 1) | FC Augsburg                                      |  |
| Plaats: Leipzig Red Bull Arena |            |               | 5' Jan-Ingwer Callsen-Bracker 69' Halil Altıntop |  |

## Statistieken RB Leipzig 2013/2014

### Eindstand RB Leipzig in de 3. Liga 2013 / 2014
| Stand | Gespeeld | Gewonnen | Gelijk | Verloren | Punten | Doelpunten voor | Doelpunten tegen | Gele kaarten | Rode kaarten |
| ----- | -------- | -------- | ------ | -------- | ------ | --------------- | ---------------- | ------------ | ------------ |
| 2e    | 38       | 24       | 7      | 7        | 79     | 65              | 34               | –            | –            |

### Topscorers
| #      | Naam                | Goal |
| ------ | ------------------- | ---- |
| 1.     | Daniel Frahn        | 19   |
| 2.     | Dominik Kaiser      | 12   |
| 3.     | Yussuf Poulsen      | 10   |
| 4.     | Sebastian Heidinger | 4    |
| 5.     | Anthony Jung        | 3    |
| 5.     | Bastian Schulz      | 3    |
| 6.     | Timo Röttger        | 2    |
| 6.     | Denis Thomalla      | 2    |
| 7.     | Clemens Fandrich    | 1    |
| 7.     | Fabian Franke       | 1    |
| 7.     | Niklas Hoheneder    | 1    |
| 7.     | Carsten Kammlott    | 1    |
| 7.     | Joshua Kimmich      | 1    |
| 7.     | André Luge          | 1    |
| 7.     | Matthias Morys      | 1    |
| 7.     | Tobias Willers      | 1    |
| Totaal | Totaal              | 65   |

| #      | Naam        | Goal |
| ------ | ----------- | ---- |
| –      | Geen speler | 0    |
| Totaal | Totaal      | 0    |